# Willi Landl
Willi Landl ist ein österreichischer Sänger und Songwriter aus Wien.
Willi Landl veröffentlichte bisher vier Alben. Im Jahr 2008 wurde das Album „Dein Haar ist eine Wohnung“ veröffentlicht. Im Jahr 2011 folgte „Rabatt-Anarchie-Pailletten“. Das Album wurde im August 2010 im Studio Weinberg von Wolfgang Schiefermair aufgenommen. Der Mix erfolgte durch Michael Hornek. Er ist auf dem Sampler „Extraplatte Label Presentation Vol.8“ vertreten.
Er trat 2011 unter anderem im  Radiokulturhaus Wien und im Jazzit Salzburg, und 2012 auf dem Popfest in Wien auf.
Neben seinen Soloalben war der Musiker Willi Landl am Album „Souvenir“ der Band „Memplex“ als Gastmusiker beteiligt. Er hat auch einen Gastauftritt auf dem 2009er Album Tauwetter von Mieze Medusa & Tenderboy.
Zu seinen regulären Bandmusikern gehören der Pianist Michael Hornek, Schlagzeuger Christian Grobauer und Bassist Stefan Thaler.

## Diskographie
- 2008: Dein Haar ist eine Wohnung, Extraplatte
- 2011: Rabatt-Anarchie-Pailletten, Jazzwerkstatt Wien (Lotus Records)
- 2015: Sex Violence, Jazzwerkstatt Wien (Lotus Records)
- 2021: Abstruse Gestalten (Willi Landl & Michael Hornek), Wohnzimmer Records